# Victor Fleming
Victor Lonzo Fleming (ur. 23 lutego 1889 w La Cañada Flintridge, zm. 6 stycznia 1949 w Cottonwood) – amerykański reżyser, producent i operator filmowy. Laureat Oscara w kategorii dla najlepszego reżysera za film Przeminęło z wiatrem (1939; nad reżyserią filmu pracowali także George Cukor i Sam Wood, jednak to Fleming figuruje jako oficjalny reżyser, ponieważ to on zrealizował większość filmu).

## Filmografia

### reżyser
W trakcie swej kariery, na przestrzeni 30 lat, wyreżyserował łącznie 49 produkcji filmowych.
- When the Clouds Roll by (1919)
- The Mollycoddle (1920)
- Mama’s Affair; Woman’s Place (1921)
- The Lane That Had No Turning; Red Hot Romance; Anna Ascends (1922)
- Dark Secrets; Law of the Lawless; To the Last Man; The Call of the Canyon (1923)
- Code of the Sea; Puste dłonie (1924)
- Lord Jim; Adventure; The Devil's Cargo; A Son of His Father (1925)
- Ślepa bogini; Mantrap (1926)
- Niepotrzebny człowiek; Hula; The Rough Riders (1927)
- Abie’s Irish Rose; Przebudzenie (1928)
- Pieśń żywiołów; The Virginian (1929)
- Common Clay; Renegades (1930)
- W 80 minut dookoła świata z Douglasem Fairbanksem (dokument, 1931)
- The Wet Parade; Kaprys platynowej blondynki (1932)
- Biała siostra; Wybuchowa blondynka (1933)
- Wyspa skarbów (1934)
- Dla ciebie tańczę; Farmer bierze żonę (1935)
- Ziemia błogosławiona; Bohaterowie morza; Narodziny gwiazdy (1937)
- Brawura; Wielki walc (1938)
- Przeminęło z wiatrem; Czarnoksiężnik z Oz (1939; reżyserowali także King Vidor i Richard Thorpe)
- Doktor Jekyll i pan Hyde; They Dare Not Love (1941)
- Tortilla Flat (1942)
- A Guy Named Joe (1943)
- Przygoda (1945)
- Joanna d’Arc (1948).

### operator filmowy

#### krótkometrażowe
- 1915: Fifty-Fifty (czas: 10')
- 1916: The Habit of Happiness (37').

#### pełnometrażowe
- 1916: Betty of Greystone (czas: 50'); Little Meena's Romance (50'); The Good Bad-Man (50'); Makbet (80'); An Innocent Magdalene (50'); The Half-Breed (73'); Szaleństwa Manhattanu (50'); Amerykańska arystokracja (52'); The Matrimaniac (46'); Americano (61')
- 1917: Wild and Woolly (72'); Down to Earth (71'); Reaching for the Moon (69')
- 1919: Jego wysokość Amerykanin (115').

#### dokumentalne
- 1931: W 80 minut dookoła świata z Douglasem Fairbanksem (czas: 80').

### producent
- 1925: Adventure (czas: 70')
- 1926: Ślepa bogini (80')
- 1930: Renegades (84')
- 1932: Kaprys platynowej blondynki (83')
- 1941: Doktor Jekyll i pan Hyde (113').